# Solariola paulimagrinii
Solariola paulimagrinii (лат.) — вид жуков-долгоносиков рода Solariola из подсемейства Entiminae. Назван в честь энтомолога Paolo Magrini, специалиста по почвенным жесткокрылым за помощь в изучении Peritelini.

## Распространение
Встречаются в Италии, Сицилия.

## Описание
Жуки-долгоносики мелкого размера с узким телом, длина от 3 до 4 мм, ширина надкрылий 1 мм, длина рострума 0,5 мм, ширина 0,4 мм. От близких видов отличается вытянутым рострумом, субпараллельными боками надкрылий и коричневым оттенком кутикулы. Основная окраска тела коричневая. Усики 11-члениковые булавовидные. Глаза редуцированные. Скутеллюм очень мелкий. Коготки лапок одиночные. Встречаются в песчаных почвах. Предположительно ризофаги.

## Таксономия
Впервые был описан в 2019 году итальянскими энтомологами Чезаре Белло (Cesare Bello, Верона, Италия), Джузеппе Озелла (Giuseppe Osella, Верона) и Козимо Бавьера (Cosimo Baviera, Messina University, Мессина). Включают в состав видовой группы Solariola doderoi трибы Peritelini (или Otiorhynchini).